# Elektrik
Der Begriff Elektrik ist die umgangssprachliche Bezeichnung für die Lehre von der Elektrizität.
Sie ist zudem eine Sammelbezeichnung für die gesamte elektrische Installation eines Objekts, die elektrische Funktionen auf Grundlage der Elektrodynamik und Elektrostatik bereitstellt, wie zum Beispiel dem Objekt Haus (Hauselektrik) oder dem Objekt Auto (Autoelektrik). Dies sind beispielsweise Komponenten für die Bereitstellung von elektrischer Energie, wie Generatoren oder Elektromotoren. Damit grenzt sich die Elektrik von der Elektronik ab, die sich mit in elektronischen Bauelementen (zum Beispiel Mikrocontroller) realisierten elektrischen Funktionen beschäftigt.